# Фурнель (горное дело)
Фурнель — вертикальная горная выработка, которая соединяет две штольни.

## Разновидности
- Фурнель для спуска породы в нижнюю транспортную штольню (вертикальный грунтоспуск)[1]. Внизу таких фурнелей создаётся приёмный бункер для породы[2].
- Фурнель для подачи материалов в верхнюю штольню[1]. Такая разновидность фурнели оборудуется механическим подъёмником[1].
- Фурнель для передвижения рабочих (вертикальный ходок)[1]. Для облегчения передвижения фурнель оборудуется лестницей или стальными скобами[1]. Фурнели большого сечения могут оборудоваться одноклетевыми подъёмами[2].
- Фурнель с двумя отсеками. Как правило, один отсек (людской) используется для передвижения людей, а второй (грузовой) — для спуска породы и/или подачи материалов[1][3]. Отсеки отделяются друг от друга сплошной перегородкой[3].

## Особенности проходки
Фурнель устраивают преимущественно прямоугольного поперечного сечения и проходят снизу вверх на полное сечение. В крепких и устойчивых породах проходка производится без крепления, в мягких — используется ящичная дощатая крепь, а в слабых неустойчивых породах применяется забивная рамная крепь из досок и брёвен.

## Техника безопасности
Для оповещения рабочих действующие фурнели оборудуются звуковой и световой сигнализацией. Верхняя часть фурнели должна быть обязательно закрыта решётками или откидными крышками (лядами). Грунтоспуск обязательно снабжается затвором.